# Kościół św. Karola Boromeusza we Wrzosówce
Kościół św. Karola Boromeusza we Wrzosówce – kościół we wsi Wrzosówka (województwo dolnośląskie).
Kościół filialny parafii w Lądku-Zdroju z XIX w.